# Дмосін (гміна)
Гміна Дмосін (пол. Gmina Dmosin) — сільська гміна у центральній Польщі. Належить до Бжезінського повіту Лодзинського воєводства.
Станом на 31 грудня 2011 у гміні проживало 4596 осіб.

## Площа
Згідно з даними за 2007 рік площа гміни становила 100.53 км², у тому числі:
- орні землі: 88.00%
- ліси: 7.00%

Таким чином, площа гміни становить 28.04% площі повіту.

## Населення
Станом на 31 грудня 2011:
| Опис     | Загалом | Загалом | Чоловіки | Чоловіки | Жінки | Жінки |
| -------- | ------- | ------- | -------- | -------- | ----- | ----- |
| одиниця  | осіб    | %       | осіб     | %        | осіб  | %     |
| все      | 4596    | 100     | 2247     | 48.89    | 2349  | 51.11 |
| міське   | 0       | 100     | 0        |          | 0     |       |
| сільське | 4596    | 100     | 2247     | 48.89    | 2349  | 51.11 |

## Сусідні гміни
Гміна Дмосін межує з такими гмінами: Бжезіни, Ґловно, Лишковіце, Ліпце-Реимонтовське, Роґув, Стрикув.